# Comuna Hîreavi Iskivți, Lohvîțea
Hîreavi Iskivți (în ucraineană Гиряві Ісківці) este o comună în raionul Lohvîțea, regiunea Poltava, Ucraina, formată din satele Cervona Balka, Ciîji, Hîreavi Iskivți (reședința), Mlînî, Proletar, Șevcenkove, Slobidka, Starîi Hutir, Vesele și Zirka.

## Demografie
Componența lingvistică a comunei Hîreavi Iskivți
     Ucraineană (97,48%)
     Rusă (2,23%)
Conform recensământului din 2001, majoritatea populației comunei Hîreavi Iskivți era vorbitoare de ucraineană (97,48%), existând în minoritate și vorbitori de rusă (2,23%).